# Resolutie 1633 Veiligheidsraad Verenigde Naties
Resolutie 1633 van de Veiligheidsraad van de Verenigde Naties werd unaniem door de VN-Veiligheidsraad aangenomen op 21 oktober 2005 en drong aan op de aanstelling van een door alle partijen in Ivoorkust aanvaardbare eerste minister.

## Achtergrond
In 2002 brak in Ivoorkust een burgeroorlog uit tussen de regering in het christelijke zuiden en rebellen in het islamitische noorden van het land. In 2003 leidden onderhandelingen tot de vorming van een regering van nationale eenheid en waren er Franse en VN-troepen aanwezig. In 2004 zegden de rebellen hun vertrouwen in de regering op en namen opnieuw de wapens op. Op 6 november kwamen bij Ivoriaanse luchtaanvallen op de rebellen ook 9 Franse vredeshandhavers om. Nog die dag vernietigden de Fransen de gehele vloot van de Ivoriaanse luchtmacht, waarna ongeregeldheden uitbraken in de hoofdstad Abidjan.

## Inhoud

### Handelingen
Gezien het mandaat van president Laurent Gbagbo van Ivoorkust op 30 oktober zou eindigen en het onmogelijk zou zijn op de voorziene datum presidentsverkiezingen te houden had de Vredes- en Veiligheidsraad van de Afrikaanse Unie beslist dat Gbagbo nog maximaal 12 maanden mocht aanblijven als staatshoofd. De Veiligheidsraad drong erop aan dat wel een eerste minister werd aangesteld die door alle partijen in het land aanvaardbaar was. Die moest alle nodige macht en middelen krijgen om een werkende overheid te verzekeren, voor de veiligheid te zorgen, het ontwapeningsprogramma te leiden en te zorgen voor de voorbereidingen van eerlijke verkiezingen. Alle Ivoriaanse partijen werden opgeroepen hem niet in zijn taken te hinderen.
Alle partijen moesten ook stoppen met het aanzetten tot haat en geweld via radio en televisie. Alle milities in het land moesten onmiddellijk ontwapend en ontmanteld worden. Verder moesten het geweld tegen onder meer de bevolking en buitenlanders en de storende straatprotesten beëindigd worden. Voorts veroordeelde de Raad aanvallen tegen VN-personeel en de UNOCI-vredesmissie.

## Verwante resoluties
- Resolutie 1609 Veiligheidsraad Verenigde Naties
- Resolutie 1632 Veiligheidsraad Verenigde Naties
- Resolutie 1643 Veiligheidsraad Verenigde Naties
- Resolutie 1652 Veiligheidsraad Verenigde Naties (2006)

Lijst ·  1581 ·  1582 ·  1583 ·  1584 ·  1585 ·  1586 ·  1587 ·  1588 ·  1589 ·  1590 ·  1591 ·  1592 ·  1593 ·  1594 ·  1595 ·  1596 ·  1597 ·  1598 ·  1599 ·  1600 ·  1601 ·  1602 ·  1603 ·  1604 ·  1605 ·  1606 ·  1607 ·  1608 ·  1609 ·  1610 ·  1611 ·  1612 ·  1613 ·  1614 ·  1615 ·  1616 ·  1617 ·  1618 ·  1619 ·  1620 ·  1621 ·  1622 ·  1623 ·  1624 ·  1625 ·  1626 ·  1627 ·  1628 ·  1629 ·  1630 ·  1631 ·  1632 ·  1633 ·  1634 ·  1635 ·  1636 ·  1637 ·  1638 ·  1639 ·  1640 ·  1641 ·  1642 ·  1643 ·  1644 ·  1645 ·  1646 ·  1647 ·  1648 ·  1649 ·  1650 ·  1651